# Christian al IV-lea, Conte Palatin de Zweibrücken

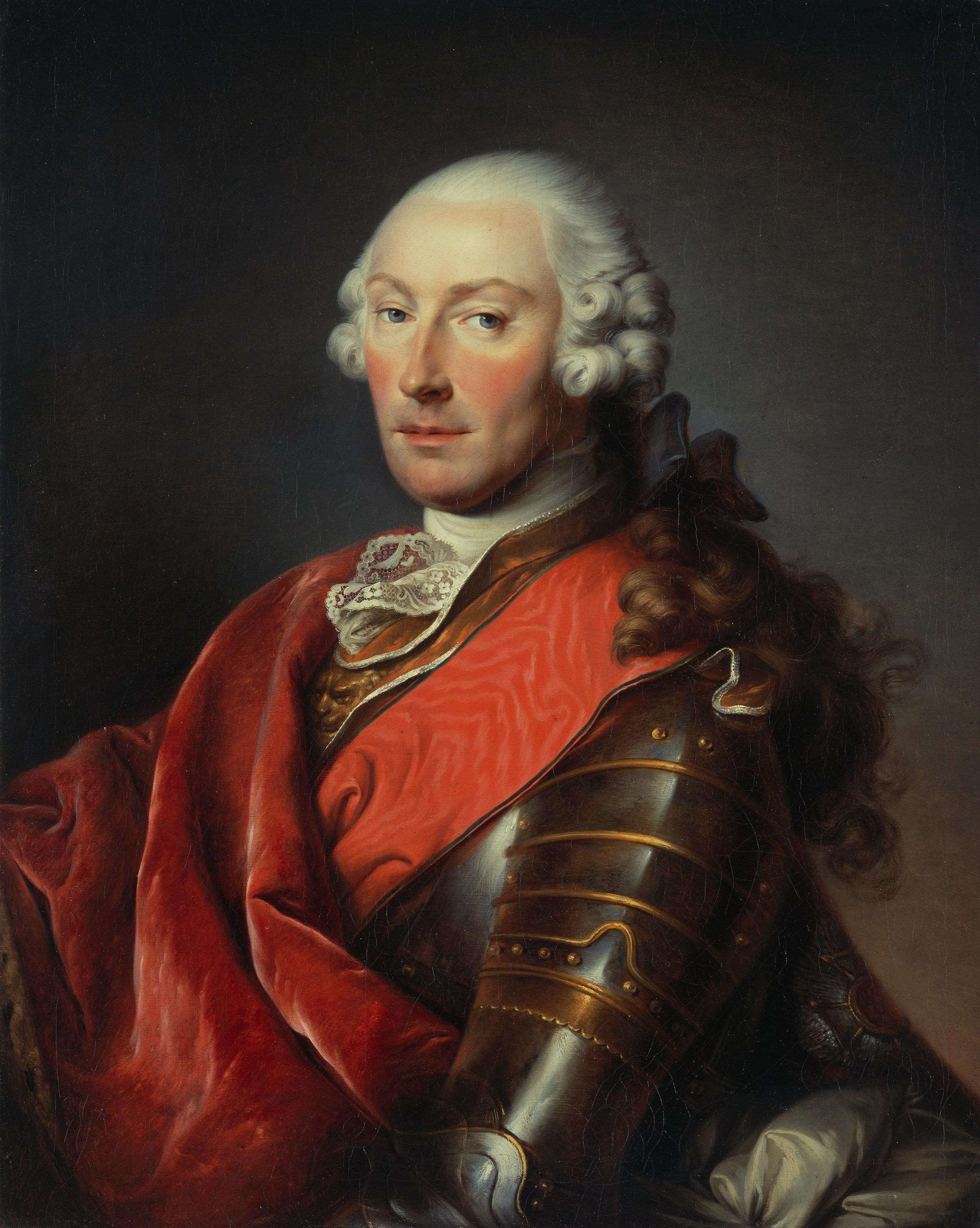
Christian al IV-lea, Conte Palatin de Zweibrücken. Pictură de Johann Christian von Mannlich, 1769

Christian IV. (n. 16 septembrie 1722, Bischweiler, astăzi Bischwiller – 5 noiembrie 1775, la Castelul Pettersheim) a fost Conte Palatin de Zweibrücken.

## Biografie
Tatăl său a fost Contele Christian al III-lea Palatin de Zweibrücken (1674–1735) pe linia Birkenfeld-Bischweilersch a Casei Wittelsbach, mama sa Karoline Contesă de Nassau-Saarbrücken (1704–1774). 

## Urmași

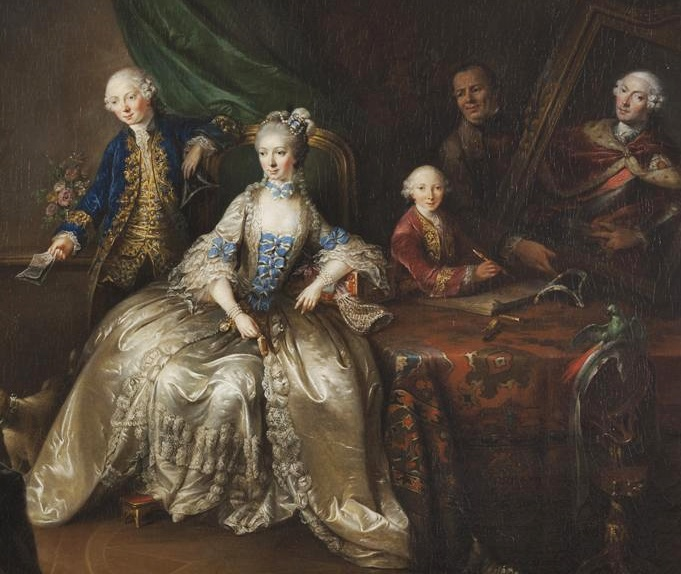
Maria Anna, Contesă de Forbach (1734–1807) cu ambii fii, Christian von Zweybrücken (stânga) și Wilhelm von Zweybrücken (dreapta). În partea dreptă a tabloului, în ramă, tatăl copiilor, Christian al IV-lea, Conte Palatin de Zweibrücken. Pictură de Johann Christian von Mannlich, 1764

Christian s-a căsătorit în anul 1751 morganatic cu Marianne Camasse (1734–1807), mai târziu, Contesă de Forbach, pe care o cunoscuse cu un an mai înainte, la vârstă de 16 ani, la teatrul din Mannheim ca dansatoare. Valabilitatea căsătoriei a fost neclară, fiind reluată pe 3 septembrie 1757. Christian și Marianne au avut împreună copii:
- Christian (n. 20 septembrie 1752 - 25 octombrie 1817), căsătorit cu Adelaide-Francoise de Béthune-Pologne (1761–1823) (Haus Béthune)
- Philipp (n. 1754, später umgetauft in Wilhelm; † 1807), căsătorit cu Adelaide de Polastron (1760–1795)
- Maria Anna Caroline (1755–1806), Freiin von Zweibrücken
- Karl Ludwig (1759–1763)
- Elisabeth Auguste Friederike (n. 6 februarie 1766- d. 1836), Freiin von Zweibrücken
- Julius August Maximilian (1771–1773)

## Literatură
- Philippe Cachau :"Le château de Christian IV, duc des Deux-Ponts, à Jägersburg. Un château français en Allemagne", Francia, band 39, 2012, p.135–165.
- de  Kurt Baumann: Christian IV. In: Neue Deutsche Biographie (NDB). Band 3. Duncker & Humblot, Berlin 1957, p. 229 f. (full text online)
- de Karl Theodor von Heigel: Christian IV, articol din: Allgemeine Deutsche Biographie (ADB). Volumul 4, Leipzig, 1876, p. 173–174.
- Adalbert von Bayern: Der Herzog und die Tänzerin – Die merkwürdige Geschichte Christians IV. von Pfalz-Zweibrücken und seiner Familie, Pfälzische Verlagsanstalt, Neustadt an der Weinstraße, 1966